# Hanna-Barbera
Hanna-Barbera (właśc. Hanna-Barbera Cartoons, Inc.) – studio filmów animowanych założone przez Williama Hannę i Josepha Barberę, produkujące filmy rysunkowe.
Studio funkcjonowało w latach 1957–2001. W 2001, po śmierci Williama Hanny, studio zostało wchłonięte przez Warner Bros. Animation, natomiast Cartoon Network Studios funkcjonujące od 1994 jako oddział Hanny-Barbery, usamodzielniło się i do dziś produkuje seriale animowane.

## Produkcje Hanna-Barbera

### Lata 40. i 50.
- Tom i Jerry (1940–1958) – wtedy jeszcze William Hanna i Joseph Barbera pracowali dla Metro-Goldwyn-Mayer.
- Ruff i Reddy (1957)
- Pies Huckleberry (1958–1962)
- Miś Yogi (1958–1964,1984–1988)
- Pixie, Dixie i Pan Jinks (1958–1962)
- Quick Draw McGraw (1959–1961)
- Augie Piesek i pies Tata (1959–1960)
- Snooper i Blabber (1959)
- Loopy de Loop (1959)

### Lata 60.
- Flintstonowie (1960–1966)
- Wilk Hokej (1960)
- Kocia ferajna (1961–1963)
- Show Misia Yogi (1961–1963)
- Snagglepuss (1961–1962)
- Yakky Doodle (1961)
- Nowy Show Hanna-Barbera (1962)
- Wally Gator (1962)
- Touché Turtle and Dum Dum (1962)
- Lew Lippy (1962)
- Jetsonowie (1962–1963,1984–1987)
- Goryl Magilla (1964-1967)
- Kociak Punkin i Grzmysz (1963)
- Królik Rykoszet i Upuszczacz-Smok (1964–1965)
- Jonny Quest (1964)
- Miś Yogi: Jak się macie – Misia znacie? (1964)
- Peter Potamus (1964)
- Breezly and Sneezly (1964)
- Yippee, Yappee and Yahooey (1964–1965)
- Atomrówek i Sekretna Wiewiórka (1965)
- Atomrówek (1965–1967)
- Sekretna Wiewiórka (1965)
- Precious Pupp (1965)
- Squiddly Diddly (1965)
- The Hillbilly Bears (1965)
- Czarownica Winsome (1965)
- Frankenstein Jr. i Niepokonani (1966)
- Kosmiczny Duch (1966)
- Dino Chłopak (1966)
- Człowiek zwany Flintstonem (1966)
- Ptasiorman i Galaktyczne Trio (1967)
- Herkuloidzi (1967)
- Shazzan (1967)
- Fantastyczna Czwórka (1967–1969)
- Moby Dick and the Mighty Mightor (1967)
- Samson i Goliat (1967)
- The Banana Splits Adventure Hour (1968)
- Arabscy rycerze (1968–1969)
- Trzej muszkieterowie (1968–1969)
- Mikro Ventura (1968)
- Niebezpieczna Wyspa (1968–1969)
- Przygody Guliwera (1968)

- Nowe Przygody Huckleberry’ego Finna (1968)
- Odlotowe wyścigi (1968–1969)
- Perypetie Penelopy Pitstop (1969–1970)
- Dastardly i Muttley (1969–1971)
- Koty Kotnugi (1969)
- Dookoła Świata w 79 dni
- To Wilk
- Motomysz i Autokot
- Scooby Doo, gdzie jesteś? (1969–1970)

### Lata 70.
- Harlem Globetrotters (1970–1972)
- Josie i Kociaki (1970–1971)
- Gdzie Huddles? (1970)
- Pomocy! To banda Kudłacza (1971–1972)
- Pebbles i Bamm-Bamm (1971–1972)
- Funky Fantom (1971)
- Odważny Chan i klan Chanów (1972)
- Czekasz, aż ojciec wróci do domu (1972)
- Wakacje Romana (1972)
- Morskie laboratorium 2020 (1972)
- Nowy Scooby Doo (1972–1973)
- Josie i Kociaki w kosmosie (1972)
- Arka Yogiego (1972)
- Godzina komedii Flintstonów (Serial komedii Flintstonów) (1972–1974)
- Szybki Buggy (1973)
- Butch Cassidy and the Sundance Kids (1973)
- Gang Misia Yogi (1973)
- Super Kumple (1973)
- Goober i Duch Chasers (1973)
- Detektyw Pchełka na tropie (1973)
- Jeannie (1973)
- Rodzina Addamsów (pierwsza animowana wersja) (1973)
- BatFizz (1973 –1975)
- Hong Kong Phooey (1974)
- Diablin (1974)
- Partridge Family 2200 A.D. (1974)
- Jabberjaw (1975–1978)
- Tom i Jerry (1975–1977)
- Dynomutt, Pies na medal (1976–1977)
- Scooby Doo (1976–1978)
- BatFizz w Przestrzeni (1976–1977)
- Kapitan Grotman i Aniołkolatki (1977–1980)
- Scooby Doo i drużyna gwiazd (1977–1979)
- Fred Flintstone i przyjaciele (1977–1978)
- Boże Narodzenie u Flintstonów (1977)
- Kosmiczny wyścig Yogiego (1978)
- Godzilla (Godzina mocy Godzilli) (1978)
- Pies Dinki (1978–1981)
- Jana z dżungli (1978)
- Scooby Doo podbija Hollywood (1979)
- Scooby i Scrappy Doo (1979–1980)
- Nowe przygody Freda i Barniego (1979)
- Flintstonowie: Rockula i Frankenstone (1979)
- Casper i aniołki (1979)

### Lata 80.
- Richie Rich (1980)
- Figle z Flintstonami (1980–1982)
- Scooby i Scrappy Doo (1980–1982)
- Pierwsza wigilia Misia Yogi (1980)
- Smerfy (1981–1989)
- Pac-Man (1982)
- The Gary Coleman Show (1982)
- Komedia gwiazd Yogiego (1982)
- Nowy Scooby i Scrappy Doo (1983–1984)
- Lucky Luke (1984)
- Snorksi (1984)
- Synowie Różowej Pantery (1984–1985)
- 13 demonów Scooby Doo (1985)
- Historie biblijne (1985–1992)
- Yogi, łowca skarbów (1985)
- Dzieciństwo Flintstonów (1986)
- Popeye i Syn (1987)
- Jonny Quest (1987)
- Scooby Doo i bracia Boo (1987)
- Wielka ucieczka Misia Yogi (1987)
- Kocia ferajna w Beverly Hills (1987)
- Miś Yogi i czarodziejski lot Świerkową Gęsią (1987)
- Jetsonowie spotykają Flintstonów (1987)
- Scooby Doo: Szkoła upiorów (1988)
- Yogi i inwazja kosmitów (1988)
- Złych czterech i pies Huckleberry (1988)
- Scooby-Doo i oporny wilkołak (1988)
- Judy Jetson i Rockersi (1988)
- Szczeniak zwany Scooby Doo (1988–1991)
- Miś Paddington (1989–1990)

### Lata 90.
- Jetsonowie: Na orbitującej asteroidzie (1990)
- Potsworth – marzyciel z krainy snów (1990)
- Szczenięce lata Toma i Jerry’ego (1990–1994)
- Wake, Rattle, and Roll (1990–1991)
- Don Kojote i Sancho Panda (1990–1991)
- Yo Yogi (1991)
- Piraci Mrocznych Wód (1991)
- Max i szczurza ferajna (1992)
- Fish Police (1992)
- Rodzina Addamsów (1992–1993)
- Yabba Dabba Do! (1993)
- Złota zagadka Jonny’ego (1993)
- Dwa głupie psy (1993–1995)
- Nowe przygody Kapitana Planety (1993–1996)
- SWAT Kats: Radykalny szwadron (1993–1995)
- Drzewo Halloweenowe (1993)
- Droopy, superdetektyw (1993–1994)
- Holly-rockowa kołysanka (1993)
- Miasto, o którym zapomniał święty Mikołaj (1993)
- Rodzinne Boże Narodzenie u Flintstonów (1993)
- Yogi: Wielkanocny Miś (1994)
- Scooby Doo i baśnie z tysiąca i jednej nocy (1994)
- Opowieść wigilijna Flintstonów (1994)
- Głupi i Głupszy (1995)
- Co za kreskówka! (1995–2002); koprodukcja z Cartoon Network Studios
- Jonny Quest kontra Cyber Insekty (1995)
- Jaskiniątka (1996)
- Prawdziwe przygody Jonny’ego Questa (1996–1997)
- Laboratorium Dextera (1996–1999); koprodukcja z Cartoon Network Studios
- Johnny Bravo (1997–2001); koprodukcja z Cartoon Network Studios
- Krowa i Kurczak (1997–1999)
- Jam Łasica (1997−2000)
- Atomówki (1998–2002); koprodukcja z Cartoon Network Studios
- Scooby Doo na Wyspie Zombie (1998)
- Scooby Doo i duch czarownicy (1999)

### Lata 2000–2009
- Ponure przygody Billy’ego i Mandy: Billy i Mandy poznają Kosiarza – pilotażowy (2000); koprodukcja z Cartoon Network Studios
- Whatever Happened to Robot Jones? – pilotażowy (2000); koprodukcja z Cartoon Network Studios
- Scooby Doo i najeźdźcy z kosmosu (2000)
- Tom i Jerry: Kot rezydencjalny (2001)
- Scooby Doo i cyberpościg (2001)